# Långtjärnen (Los socken, Hälsingland, 685016-145353)
Långtjärnen är en sjö i Ljusdals kommun i Hälsingland och ingår i Ljusnans huvudavrinningsområde. Långtjärnen ligger i Långtjärnsmyrarna-Flåmhalsen Natura 2000-område.